# Сконто
Сконтото или отбивът в банковото дело е процент, който банката удържа за себе си при изплащането на полиците, преди изтичане на техния падеж. В по-общ смисъл то е възнаграждението, което се дава на заемодателя (кредитора) за използването на дадения от него заем на заемополучателя. В някои случаи се изчислява въз основа на бъдещата стойност на заеманите парични средства, а не въз основа на сегашната стойност на заема, както е при простата лихва. Това възнаграждение се нарича търговско (банково) сконто или само сконто. От гледна точка на заемодателя сконтото е приход от заема, а от гледна точка на заемополучателя сконтото е разход по заема.